# 平田調理専門学校
平田調理専門学校（ひらたちょうりせんもんがっこう）は兵庫県赤穂郡上郡町にある専修学校。学校法人栄学園が経営する。
大阪ドーム（京セラドーム大阪）には同校の広告看板がある。

## 沿革
- 1967年　上郡料理教室として開校。
- 1977年　平田調理高等専修学校に改名。
- 1992年　現校名に改名。

- 1967年4月 - 上郡料理学校として開設
- 1977年4月 - 平田調理高等専修学校に改名
- 1990年3月 - 調理高等課程（調理師科）認可
- 1992年
  - 2月 - 平田調理専門学校に改名
  - 3月 - 調理専門課程（病院調理専攻科）認可
- 2010年4月 - 現在地に移転

## コース
- 3年制
  - 高等課程調理科 - 1993年3月1日より修了者に対し大学入学資格が得られる[1]
- 2年制
  - 病院調理専攻科
- 1年制
  - 調理士科コース

## 所在地
兵庫県赤穂郡上郡町上郡17-5（JR山陽本線上郡駅より徒歩5分）